# Matthew Mitcham
Matthew Mitcham, né le 2 mars 1988 à Brisbane (Australie), est un plongeur australien.
En décrochant la médaille d’or aux Jeux olympiques de Pékin (avec un total de 537,95 points), il est devenu le premier sportif ouvertement gay à monter sur la première marche d'un podium olympique. Un autre plongeur, considéré comme le meilleur de tous les temps, Greg Louganis, l'a fait en 1994 ; mais il n'a révélé son homosexualité qu'une fois sa carrière terminée.

## Biographie
Matthew Mitcham est né à Brisbane, mais vit et s'entraîne actuellement à Sydney.

### Carrière
Il a remporté une médaille d'or en 2008 au World Cup of Diving à Fort Lauderdale, États-Unis. Son entraîneur actuel est Chava Sobrino.

### Jeux olympiques de Pékin
La participation de Matthew Mitcham aux Jeux olympiques de Pékin fut marquée par le fait qu'il ait, en plus d'avoir remporté le titre olympique du plongeon à 10 m, devancé le Chinois Zhou Lüxin (nation extrêmement favorite à avoir déjà remporté sept titres en plongeon à ces Jeux) avec un total de 537,95 points pour l'Australien et un score de 533,15 pour le Chinois. Après avoir été mené par ce dernier lors de la finale, le sixième et dernier saut de Matthew obtient la note de 112,10, la plus haute de ces Jeux.

### Jeux olympiques
- Jeux olympiques d'été de 2008 à Pékin ( Chine)
  -  Médaille d'or sur l'épreuve de haut-vol à 10 mètres
  - 16e sur l'épreuve du tremplin à 3 mètres

### Championnats du monde
- Championnats du monde 2009 à Rome ( Italie) :
  -  Médaille de bronze sur l'épreuve du tremplin à 1 mètre

### Autres titres
- 1er (10m) - 2010 FINA Diving World Cup (Changzhou, Chine)[5]
- 1er (10m) - 2010 FINA Diving Grand Prix (Montréal, Canada)[6]
- 1er (10m) - 2008 FINA Diving Grand Prix (Fort Lauderdale, États-Unis)
- 5e (10m) - 2008 FINA World Cup (Pékin, Chine)
- 5e (10m) - 2006 FINA Diving World Cup (Changshu, Chine)
- 6e (1m) - 2006 FINA Diving World Cup (Changshu, Chine)
- 7e (3m) - 2006 FINA Diving World Cup (Changshu, Chine)
- 4e (3m & 3m synchro) - 2006 Commonwealth Games (Melbourne, Australie)
- 5e (1m & 10m) - 2006 Commonwealth Games (Melbourne, Australie)
- 12e (10m) - 2005 World Championships (Montréal, Canada)
- 1er (3m, 3m synchro (Robertson) & 10m) - 2005 Australian Youth Olympic Festival (Sydney, Australie)
- 2e (1m) - 2005 Australian Youth Olympic Festival (Sydney, Australie)